# Elecciones presidenciales de la República del Congo de 2016
Las elecciones presidenciales se celebraron en la República del Congo el 20 de marzo de 2016. Fue la primera elección que se celebró en virtud de la Constitución aprobada por referéndum en 2015. El presidente Denis Sassou Nguesso, que había agotado el límite de dos mandatos impuesto por la Constitución anterior, pudo volver a postularse al cargo gracias a la nueva carta fundamental. Ganó la reelección en la primera ronda de votación, recibiendo el 60% de los votos.

## Resultados
| Candidato                          | Partido                                                          | Votos     | %     |
| ---------------------------------- | ---------------------------------------------------------------- | --------- | ----- |
| Denis Sassou Nguesso               | Partido Congoleño del Trabajo                                    | 838,922   | 60.19 |
| Guy Brice Parfait Kolélas          | Movimiento Congoleño para la Democracia y el Desarrollo Integral | 209,632   | 15.04 |
| Jean-Marie Michel Mokoko           | Independiente                                                    | 191,562   | 13.74 |
| Pascal Tsaty Mabiala               | Unión Panafricana para la Democracia Social                      | 65,025    | 4.67  |
| André Okombi Salissa               | Iniciativa para la Democracia en el Congo                        | 57,373    | 4.12  |
| Claudine Munari                    | Movimiento por la Unidad, la Solidaridad y el Trabajo            | 21,530    | 1.54  |
| Joseph Kignoumbi Kia Mboungou      | Independiente                                                    | 3,540     | 0.25  |
| Michel Mboussi Ngouari             |                                                                  | 3,301     | 0.24  |
| Anguios Nganguia Engabé            |                                                                  | 2,905     | 0.21  |
| Votos válidos                      | Votos válidos                                                    | 1,393,790 | 93.55 |
| Votos nulos/en blanco              | Votos nulos/en blanco                                            | 96,171    | 6.45  |
| Total                              | Total                                                            | 1,489,961 | 100   |
| Votantes registrados/participación | Votantes registrados/participación                               | 2,161,839 | 68.92 |
| Fuente: Constitutional Court       |                                                                  |           |       |